# Ihor Kostenko

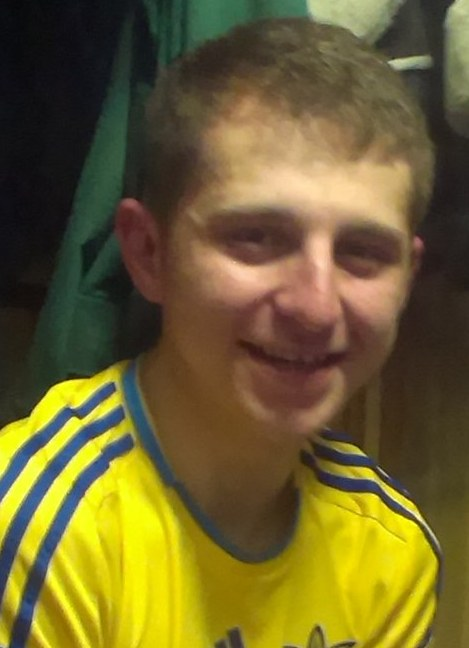
Ihor Kostenko an seinem 22. Geburtstag

Ihor Ihorowytsch Kostenko (ukrainisch Ігор Ігорович Костенко; * 31. Dezember 1991 in Subrez, Rajon Butschatsch; † 20. Februar 2014 in Kiew) war ein ukrainischer Journalist, Studenten-Aktivist und Wikipedianer, der im Verlauf der Euromaidan-Ereignisse ermordet wurde.

## Leben

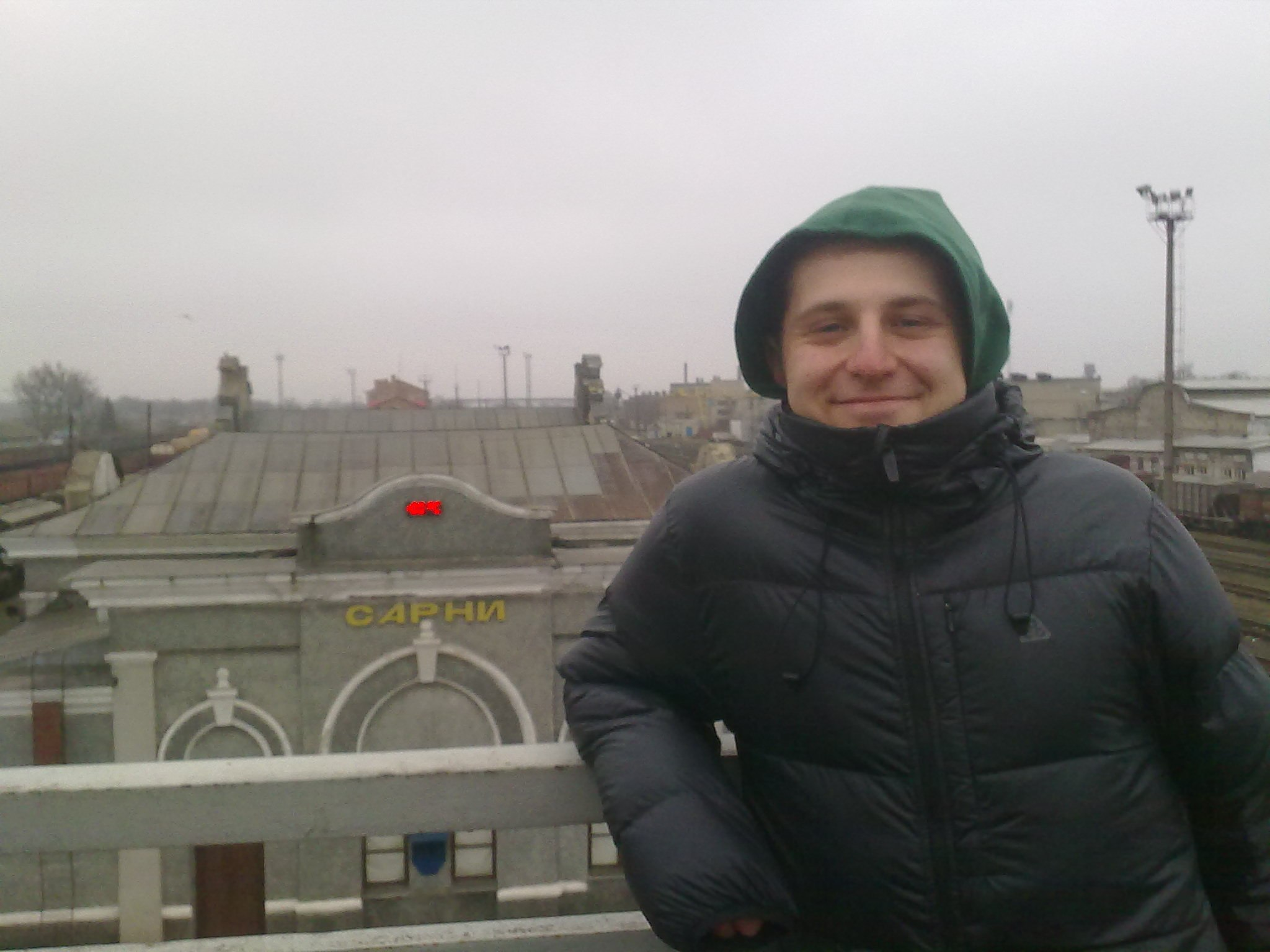
Ihor Kostenko in Sarny.

Kostenko wurde in Subrez, Rajon Butschatsch geboren. Er wurde von seinen Großeltern aufgezogen, da seine Eltern hauptsächlich in Sankt Petersburg arbeiteten. Als Kind besuchte er die St. Josaphat Buchatskiy, eine ukrainisch-katholische Pfarrschule in Buchatsch. Er hatte eine Schwester, Inna.
Kostenko erhielt seinen Bachelor-Abschluss im Jahr 2013 und war Erstsemester-Student im Fach Geographie an der Nationalen Iwan-Franko-Universität Lwiw in der Westukraine. Seine Abschlussarbeit beschäftigte sich mit der Entwicklung der Tourismusbranche in Butschatsch. Er arbeitete auch als Journalist für die Onlineausgabe der Sport-Website Sportanalitika (Sport Analytics).
Er schrieb auch regelmäßig für die Ukrainischsprachige Wikipedia unter dem Alias Ig2000. Er verfasste mehr als 280 Artikel über Luftfahrt, Wirtschaft, Fußball und andere Themen. Sein Artikel zu dem sowjetischen Zerstörer Nesamoschnyk („Nesamoschnyk (esminez)“) erhielt das Prädikat „Guter Artikel“.

## Tod

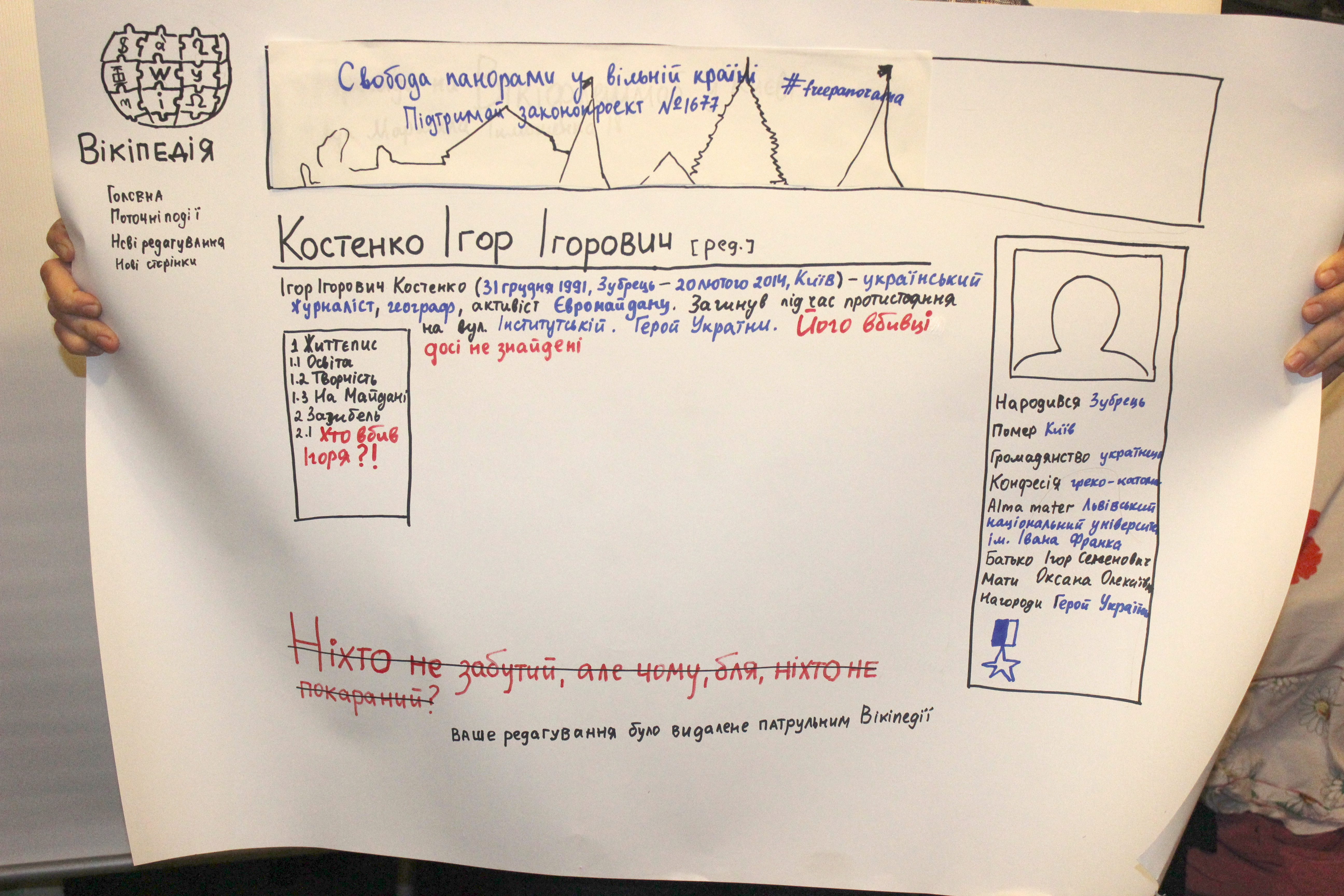
Skizze von Kostenkos ukrainischem Wikipedia-Artikel, der bei einer Gedenkveranstaltung am 20. Februar 2015, dem ersten Jahrestag seines Todes und des tödlichsten Tages des Euromaidan, hochgehalten wurde. Der rote Text darunter lautet: „Niemand wurde vergessen, aber warum zum Teufel wurde niemand bestraft?“

Kostenko reiste am 18. Februar nach Kiew, um an den Euromaidan-Demonstrationen teilzunehmen, der pro-westlichen Bewegung, die sich entfaltete, nachdem die ukrainische Regierung sich geweigert hatte, ihre frühere Entscheidung zum Beitritt zur Europäischen Union zu ratifizieren. Er schloss sich anderen Freunden aus Lwiw an und errichtete Barrikaden, um die Demonstranten zu schützen. Die Konfrontation zwischen den Demonstranten und der Polizei verschärfte sich in den späten Morgenstunden des 19. Februar, und Scharfschützen begannen, auf Demonstranten zu schießen.
Am 20. Februar 2014 wurde Kostenkos Leiche auf der Straße in der Nähe des Oktober-Palastes gefunden. Er hatte Schusswunden in Kopf und Herz sowie mehrere Knochenbrüche an den Beinen.
Am Tag nach seinem Tod erinnerte sich Kostenkos Freund Jurij Muryn an seine letzte Kommunikation mit Kostenko. „Er hat mich gestern angerufen und ich habe es nicht klingeln hören. Ich habe ihn heute zurückgerufen und er hat nicht geantwortet. Ich kann das einfach nicht verstehen.“ „Und während der ersten Unruhen auf Hrushevskoho schickte er mir die Telefonnummer seiner Freundin und sagte: ‚Sag ihr, dass ich sie liebe, wenn etwas passiert.‘ Ich dachte, er mache Witze, aber als es wieder zu Unruhen kam, fragte er: ‚Erinnerst du dich an meine Bitte?‘“ („He just called me yesterday and I didn't hear it ring. I called him back today and he didn't answer. I just can't comprehend it," Muryn said. "And during the first riots on Hrushevskoho he sent me his girlfriend's phone number, saying: 'Tell her that I love her, if something happens.'  I thought he was joking, but when riots broke out again, he asked: 'Do you remember about my request?'“)
Am 22. Februar folgte eine Prozession von Hunderten von Menschen seinem Leichenwagen, der Kostenko von Kiew nach Lwiw zu seiner Beerdigung brachte. Mehr als 500 Trauernde hielten in Ternopil eine Mahnwache bei Kerzenlicht ab. Kostenko und sechs andere Opfer des Euromaidan wurden am 23. Februar an der Mariä-Himmelfahrt-Kathedrale betrauert.

## Vermächtnis
Am 21. November 2014 wurde Kostenko zusammen mit anderen beim Euromaidan getöteten Aktivisten posthum der Titel „Held der Ukraine“ verliehen, die höchste nationale Auszeichnung, die ein ukrainischer Bürger erhalten kann.
Kostenko wurde außerdem zum Wikipedianer des Jahres 2014 ernannt. Wikipedia-Gründer Jimmy Wales verkündete die Auszeichnung während der Wikimania-Konferenz 2014 im August in London. Wales überreichte die Auszeichnung im September in Kiew an Kostenkos Schwester Inna.
Die Zeitschrift des Ministeriums für Bildung und Wissenschaft der Ukraine ernannte Kostenko posthum zum „Studenten des Jahres“. Das Auditorium der Universität Lwiw wurde ihm zu Ehren in „Ihor Kostenko Memorial Auditorium“ umbenannt. Eine weitere Gedenktafel wurde an seinem Gymnasium, Saint Josaphat Buchatskiy, angebracht.

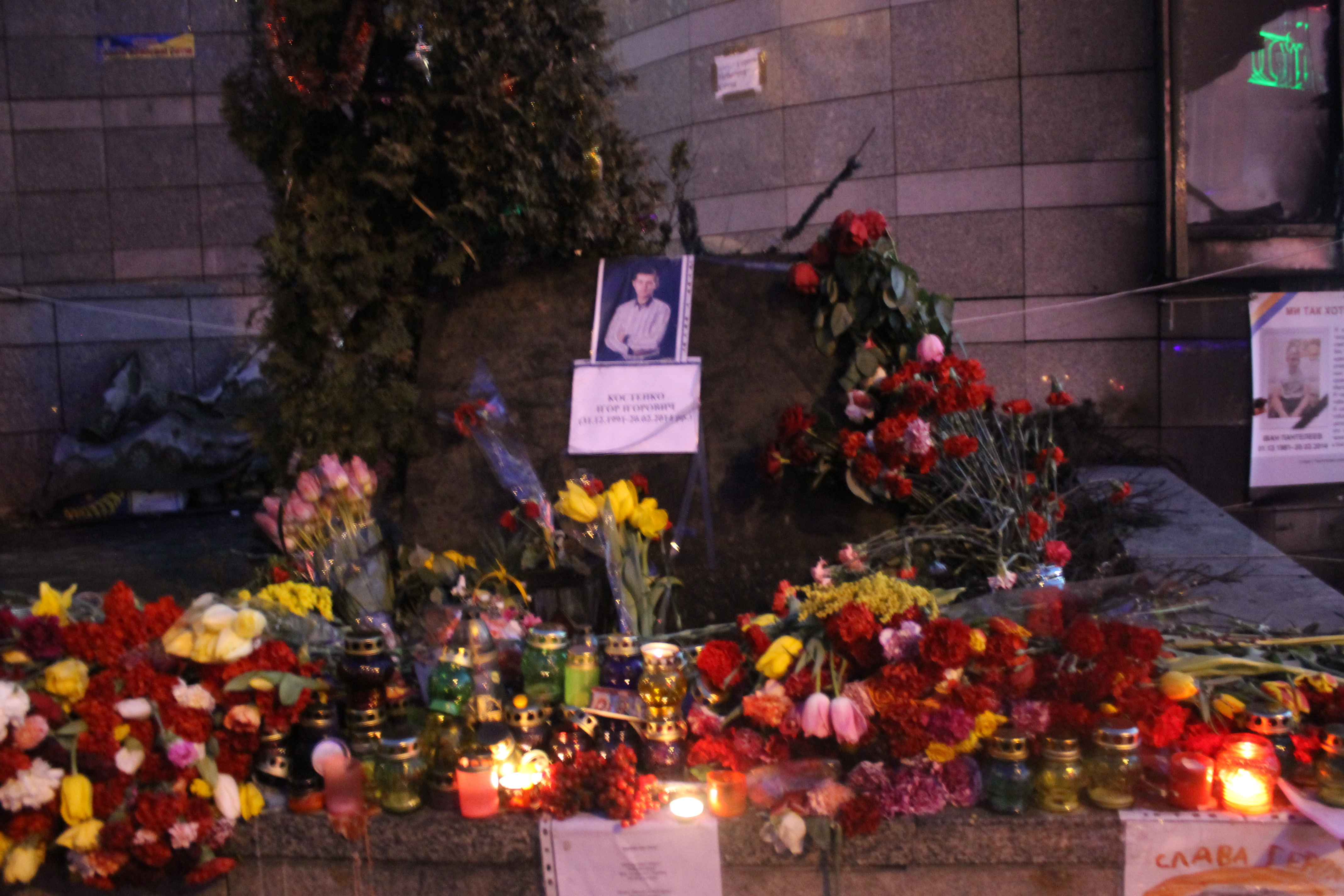
Blumen, Fotos und Kerzen wurden in der Instytutska-Straße hinterlassen, wo Kostenko gefunden wurde
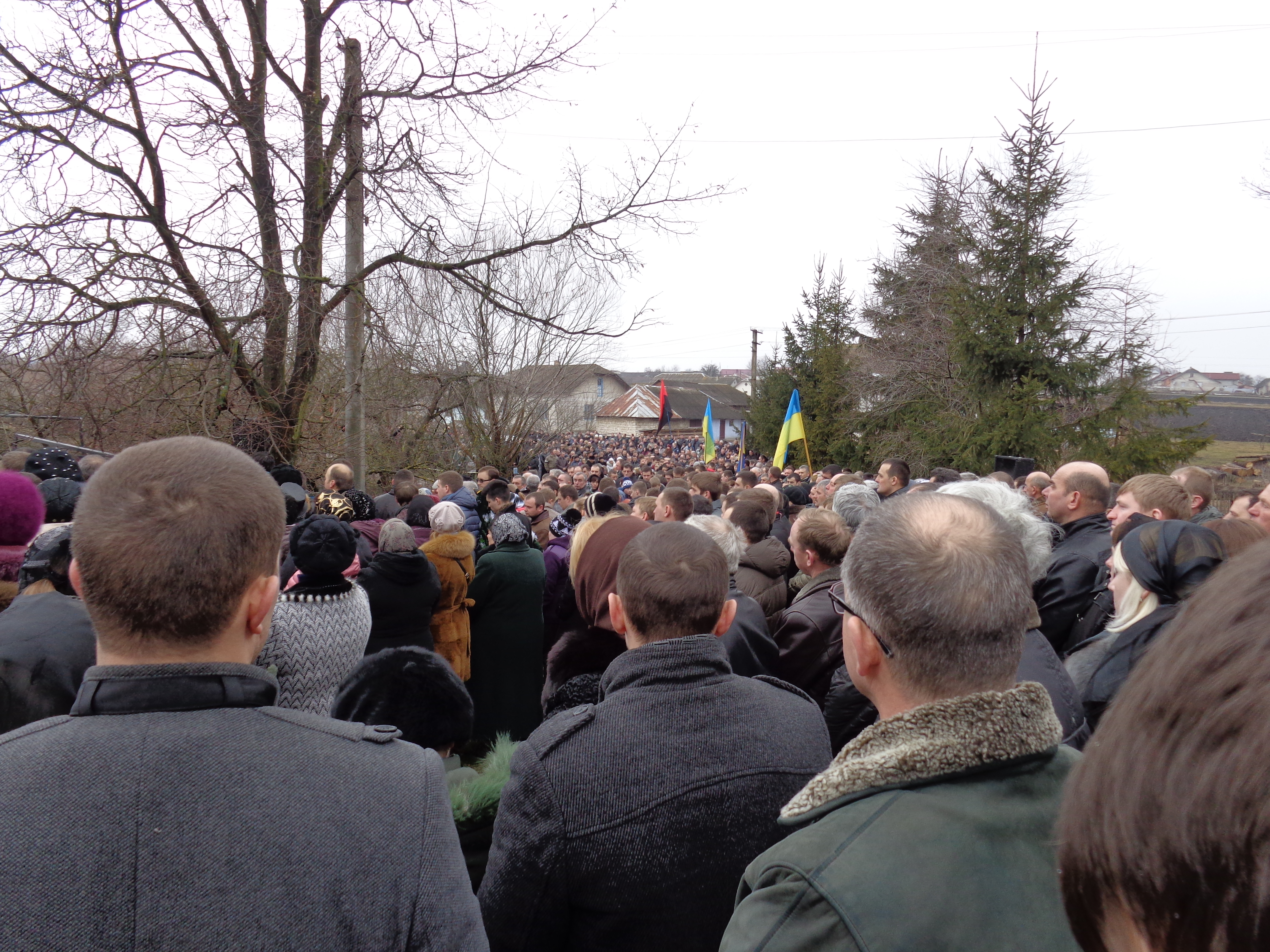
Trauerzug für Ihor Kostenko in Lwiw
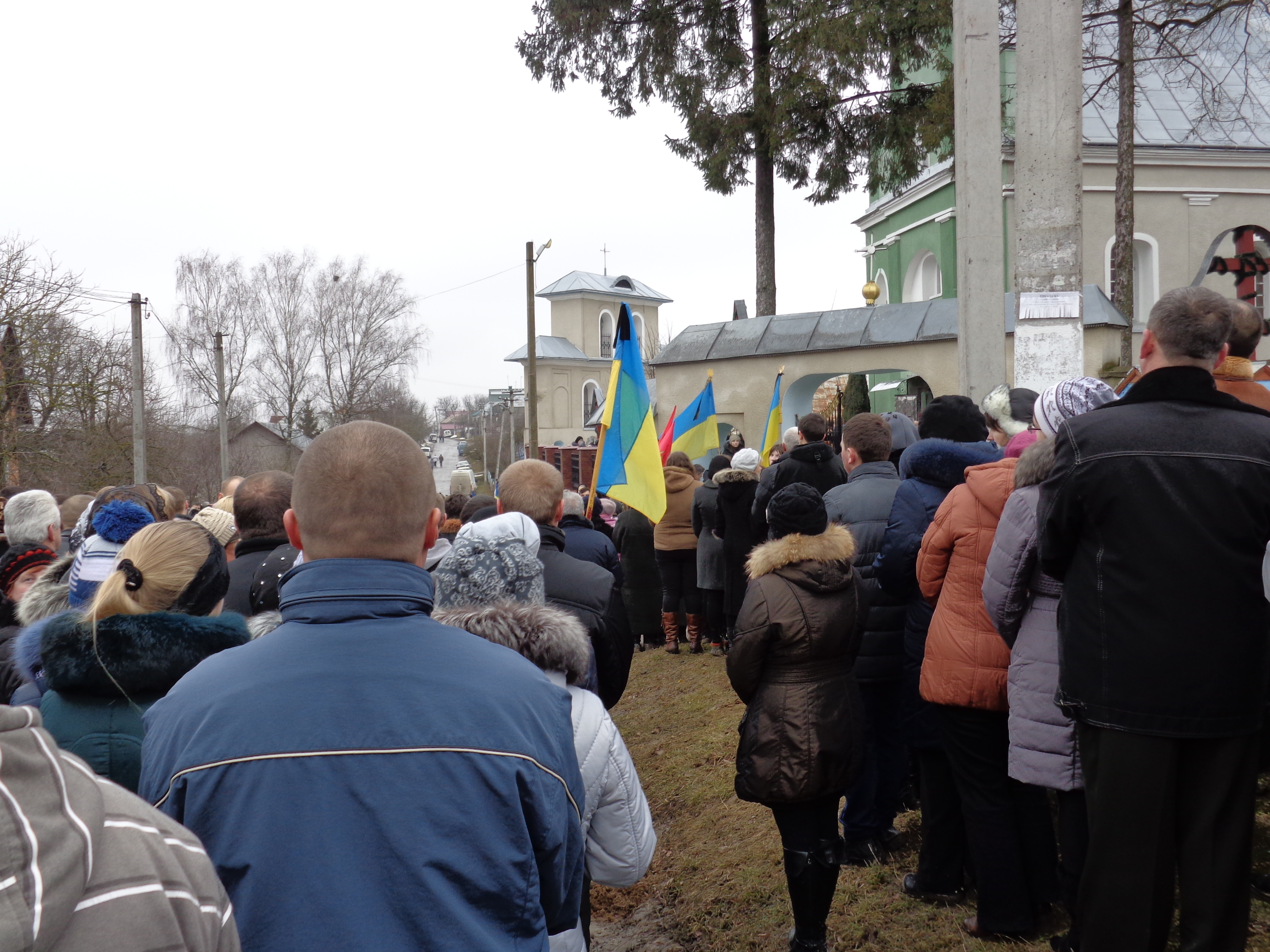
Menschenmenge in der Kirche bei der Trauerfeier
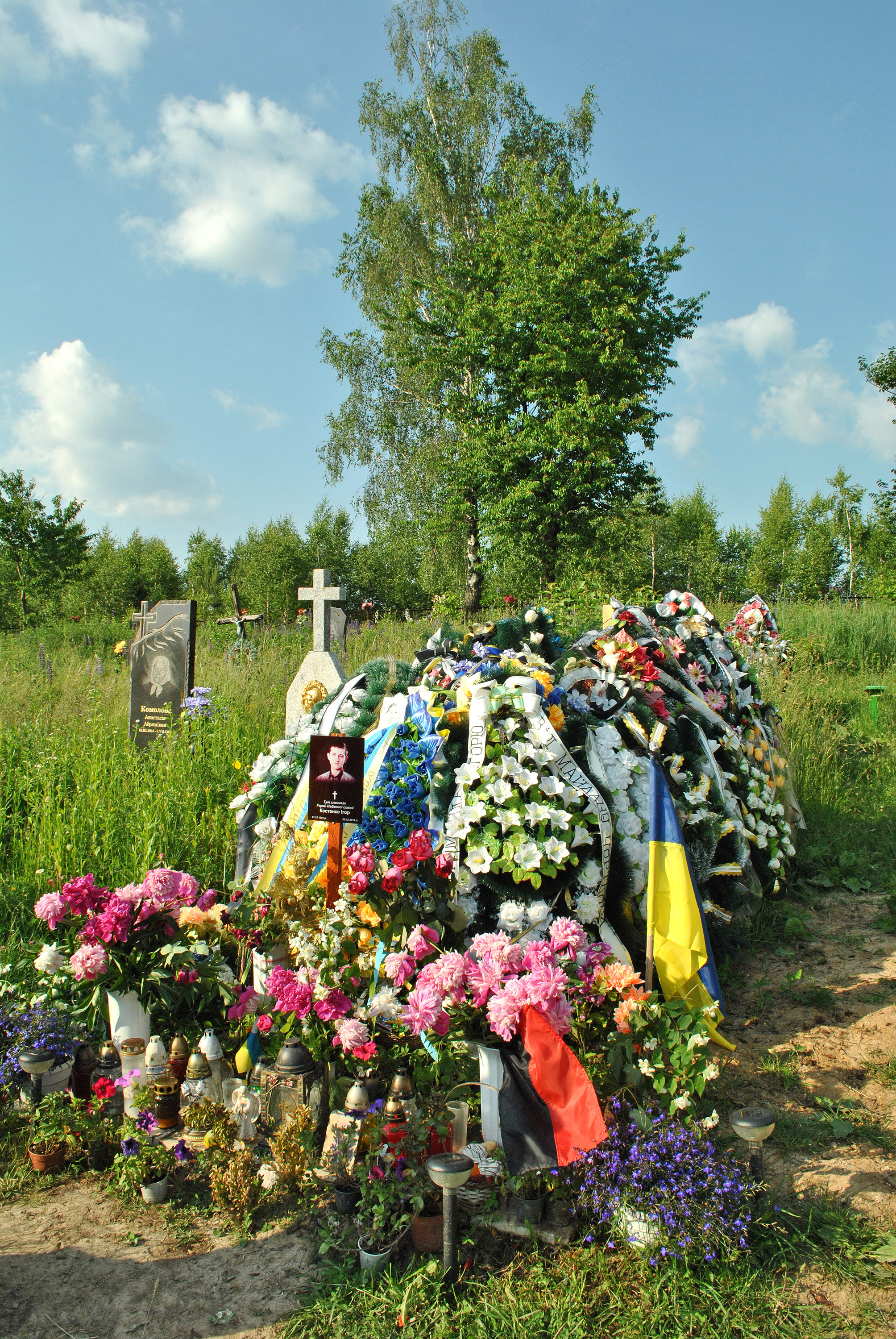
Ihor Kostenkos Grab
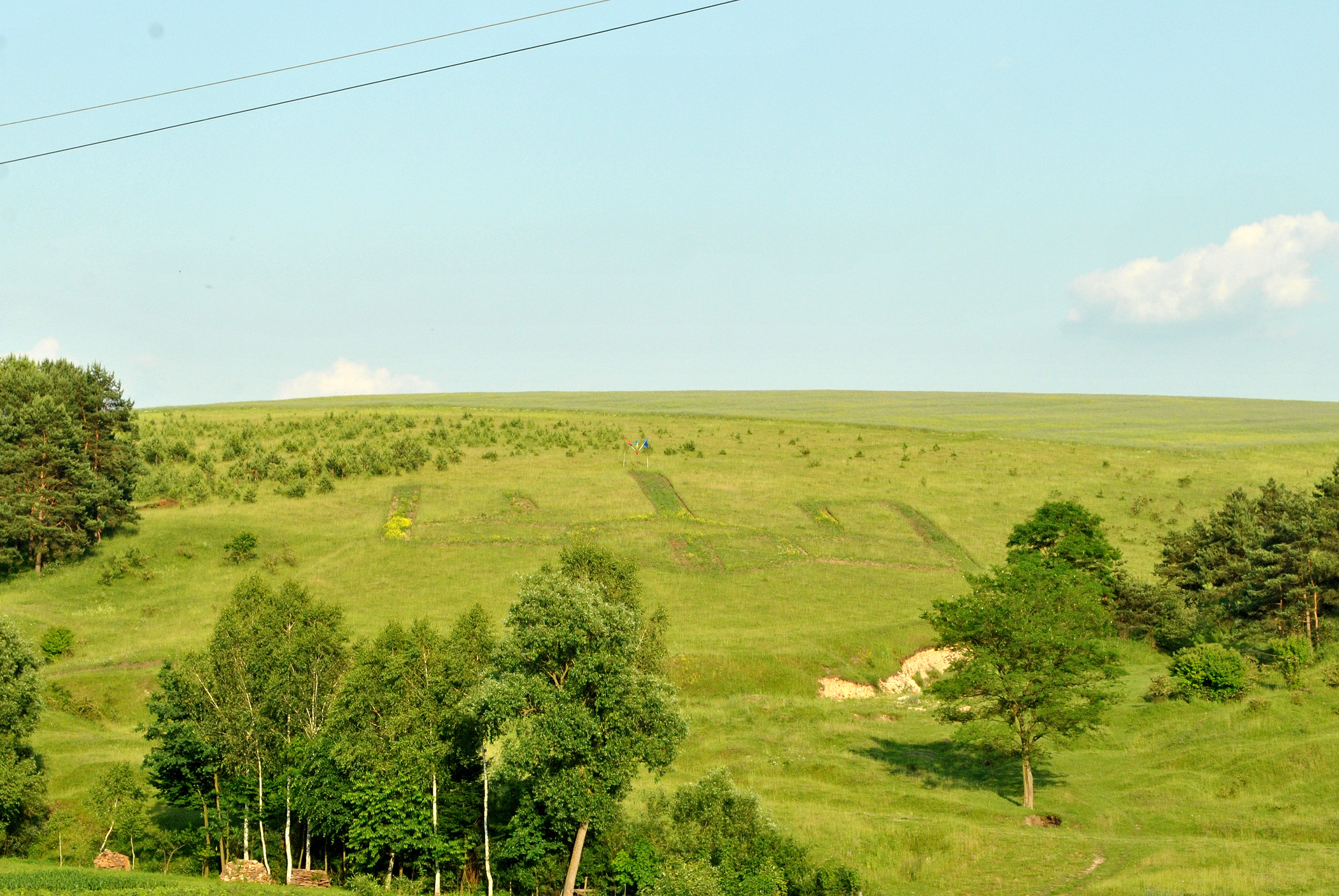
Ukrainischer Dreizack zu Ehren von Kostenko und Wassyl Moisei in Ternopil
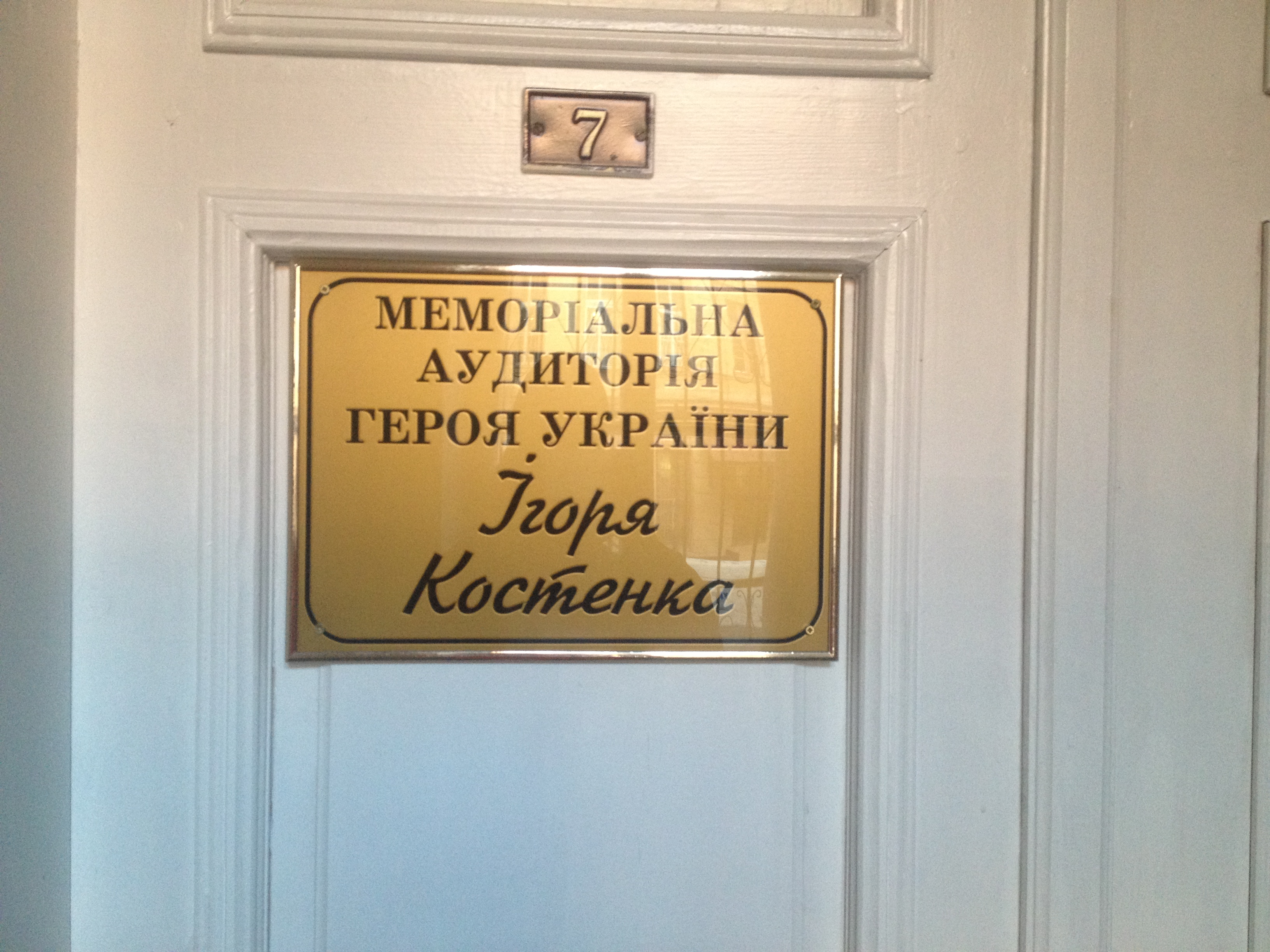
Gedenktafel für Kostenko an der Universität Lwiw
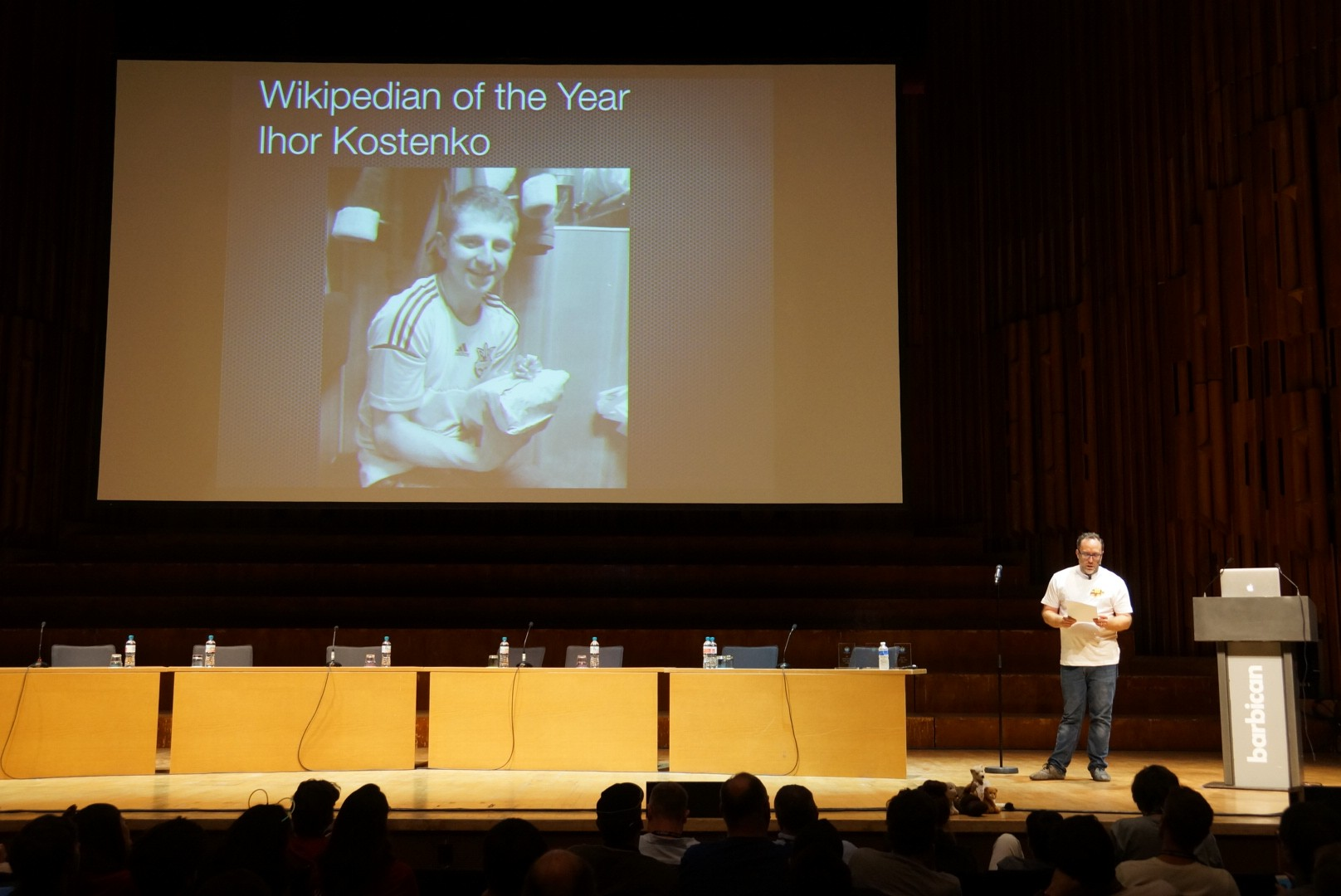
Jimmy Wales gibt bei Wikimania bekannt, dass Kostenko als Wikipedianer des Jahres ausgezeichnet wurde